# Daan Wijnands
Daan Wijnands (Eindhoven, 12 maart 1970) is een Nederlands acteur, danser en choreograaf. In 1993 behaalde hij zijn diploma aan de Hogeschool voor de Kunsten van Amsterdam. Hij begon zijn carrière bij het Haagse dansgezelschap Djazzex. Hij volgde cursussen bij Inge Ipenburg, Helmert Woudenberg en Ellen Röhrman. Op tv was hij onder andere te zien als de Zweedse Sven in de komedieserie Kees & Co. Hij speelde en danste in musicals, waaronder in Chicago en West End in Londen. Hij won vijf Musical Awards, waaronder vier voor zijn werk als choreograaf.

## Theaterrollen
- West Side Story - Riff (1996-1998)
- Anatevka (1998-1999)
- Chicago (1999-2002)
- 3 Musketiers (2003-2004)
- Crazy for You - Wyatt (2004-2005)
- Simone, Songs from the Heart (2008-2010)

## Tv-rollen
- Kees & Co - Sven Falskog (1997)
- Au! - Dennis van Vliet (1997-1998)
- Oppassen!!! - Derek de Winter (1998-1999)
- Westenwind - Simon Vegter (1999)
- Goudkust - Stan Mulder (1999)
- Kinderen geen bezwaar - Leon (2006)
- Gooische Vrouwen - Tuinman (2007)

## Choreografie
- Jesus Christ Superstar (2005)
- Musical in Ahoy! (2006)
- WinX Club (2006)
- Ciske de Rat (2007)
- Symphonica in Rosso (2007)
- Joseph and the Amazing Technicolor Dreamcoat (2008)
- Sunset Boulevard (2008)
- Simone - Songs From The Heart (2008)
- High School Musical (2009)
- Urinetown (2009)
- Simone - Songbook (2010)
- Spring Awakening (2011)
- Hij Gelooft in Mij (2012)
- Next to Normal (2012)
- Moeder, ik wil bij de Revue (2014)
- De Gelaarsde Poes (2015)
- De Gelaarsde Kat (2016)
- Petticoat (2016)
- Ciske de Rat (2016)
- Showponies (2016)
- De Marathon (2017)
- Selma Ann Louis (2018)
- Sprookjessprokkelaar (2018)
- All Stars (2018)
- Showponies 2 (2019)
- 't Schaep met de 5 Pooten (2019)
- Hello, Dolly! (2019)